# Arrondissement Perpignan
Arrondissement Perpignan (fr. Arrondissement de Perpignan) je správní územní jednotka ležící v departementu Pyrénées-Orientales a regionu Languedoc-Roussillon ve Francii. Člení se dále na 20 kantonů a 86 obcí.

## Kantony
| - Canet-en-Roussillon - Elne - La Côte Radieuse - Latour-de-France - Millas - Perpignan-1 - Perpignan-2 - Perpignan-3 - Perpignan-4 - Perpignan-5 | - Perpignan-6 - Perpignan-7 - Perpignan-8 - Perpignan-9 - Rivesaltes - Saint-Estève - Saint-Laurent-de-la-Salanque - Saint-Paul-de-Fenouillet - Thuir - Toulouges |